# Quiero tener tu presencia
«Quiero tener tu presencia» es el título de una canción compuesta de la banda española Seguridad Social, publicada en 1993 del séptimo album de estudio Furia Latina.

## Descripción
Aunque calificada de comercial, la letra apunta a la denuncia social, con referencias a la guerra, el desempleo, la pobreza y la lucha, frente a las vanas palabras de quien puede hacer algo para remediarlo y no lo hace.
Se trata en cualquier caso de unos de los mayores éxitos del grupo y alcanzó el número uno de la lista de Los 40 Principales la semana del 18 de septiembre de 1993.
La canción fue utilizada en 2006 en la campaña de publicidad El cambio que tú quieres, de captación de efectivos por parte del Ejército de España.

## Versiones
Versionada por Melendi con motivo del Concierto por el 40 Aniversario de la Cadena Los 40 Principales (2006).
En 2006 Seguridad Social volvió a grabar el tema en la que calificaron como Versión Mediterránea para su álbum 25 años de Rock & Roll.